# FreedCamp
FreedCamp est une alternative gratuite à Basecamp, lancée en janvier 2011
Il s'agit d'une solution d'informatique dans les nuages présentant pour gérer un projet
- une Todo list, un calendrier
- un suivi de temps consommé et la facturation
- des notifications par SMS/e-mail
- un mur et des fils de discussion sur un forum
- la mise en commun de fichiers
- un wiki interne à l'équipe-projet.